# Gabino Bugallal Araújo
Gabino Bugallal Araújo (Ponteareas, 1861 – Parigi, 1932) è stato un politico spagnolo. È stato Presidente del Consiglio dall'8 al 13 marzo 1921.